# Siemion Zadionczenko
Siemion Borisowicz Zadionczenko, właśc. Szymon Boruchowicz Zajonczik (ros. Семён Борисович Задионченко, Шимон Борухович Зайончик; ur. 10 czerwca?/22 czerwca 1898 w Rzyszczowie w guberni kijowskiej, zm. 19 listopada 1972 w Moskwie) – radziecki polityk żydowskiego pochodzenia, członek KC WKP(b) (1939–1952), członek KC Komunistycznej Partii (bolszewików) Ukrainy (1938–1949).

## Życiorys
W 1914 ukończył szkołę rzemieślniczo-techniczną w Krzemieńczuku, od listopada 1916 do grudnia 1917 służył w rosyjskiej armii, następnie w Czerwonej Gwardii i Armii Czerwonej (do 1925), w 1919 wstąpił do RKP(b). 
Później członek zarządu centralnych spółdzielni rolniczych, pełnomocnik Wszechrosyjskiego Centralnego Związku Hodowców w Donbasie, Środkowej Azji i Kazachskiej SRR, dyrektor sowchozu w Kazachskiej SRR. Od stycznia 1931 kierownik wydziału organizacyjnego i zastępca przewodniczącego, a od stycznia 1934 przewodniczący rady rejonowej w Moskwie, od kwietnia 1936 do sierpnia 1937 I sekretarz rejonowego komitetu WKP(b) w Moskwie. Od 8 sierpnia 1937 do lutego 1939 zastępca przewodniczącego Rady Komisarzy Ludowych Rosyjskiej FSRR, od lutego do czerwca 1938 p.o. I sekretarza, a od czerwca 1938 do lipca 1941 I sekretarz Komitetu Obwodowego KP(b)U w Dniepropietrowsku. Od 18 czerwca 1938 do 25 stycznia 1949 członek KC i zastępca członka Biura Politycznego KC KP(b)U, od 21 marca 1939 do 5 października 1952 członek KC WKP(b). W 1941 członek Rady Wojskowej Frontu Południowego, od 13 września 1941 I sekretarz Komitetu Obwodowego KP(b)U w Stalino (obecnie Donieck), od listopada 1941 do grudnia 1942 szef Wydziału Politycznego Ludowego Komisariatu Rolnictwa ZSRR, od grudnia 1942 do 26 lutego 1943 I sekretarz Baszkirskiego Komitetu Obwodowego WKP(b), od 25 stycznia 1943 do 25 kwietnia 1946 I sekretarz Komitetu Obwodowego WKP(b) w Kemerowie. Od kwietnia 1946 do lipca 1948 inspektor KC WKP(b), następnie szef Wydziału Przemysłu Ciężkiego KC WKP(b), 1948-1951 I zastępca ministra zaopatrzenia ZSRR. W latach 1951–1952 ponownie inspektor KC WKP(b), 1952–1953 szef Wydziału Politycznego Organów Partyjnych, Związkowych i Komsomolskich KC WKP(b)/KPZR, 1953–1954 kierownik Sektora Terytorialnych Organizacji Partyjnych Wydziału Organów Partyjnych, Związkowych i Komsomolskich KC WKP(b), 1954–1958 inspektor KC KPZR, następnie na emeryturze. 
Odznaczony trzema Orderami Lenina (7 lutego 1939, 1943 i 31 marca 1945) i Orderem Czerwonej Gwiazdy. Deputowany do Rady Najwyższej ZSRR 1 i 2 kadencji. 
Pochowany na cmentarzu Nowodziewiczym.